# Strut
Strut – dziesiąty album studyjny amerykańskiego wokalisty Lenny’ego Kravitza, który został wydany 23 września 2014 roku pod szyldem wytwórni Roxie Records założonej przez samego artystę.

## Lista utworów
Autorem muzyki i tekstów do większości utworów z płyty został sam Kravitz, z wyjątkiem piosenki „Ooo Baby Baby” autorstwa Smokeya Robinsona i Warrena „Pete’a” Moore’a.
| Nr  | Tytuł utworu                                  |      | Długość |
| --- | --------------------------------------------- | ---- | ------- |
| 1.  | „Sex”                                         | 3:53 |         |
| 2.  | „The Chamber”                                 | 4:57 |         |
| 3.  | „Dirty White Boots”                           | 3:57 |         |
| 4.  | „New York City”                               | 6:22 |         |
| 5.  | „The Pleasure and the Pain”                   | 5:08 |         |
| 6.  | „Strut”                                       | 3:09 |         |
| 7.  | „Frankenstein”                                | 4:34 |         |
| 8.  | „She's a Beast”                               | 4:42 |         |
| 9.  | „I'm a Believer”                              | 3:16 |         |
| 10. | „Happy Birthday”                              | 4:56 |         |
| 11. | „I Never Want to Let You Down”                | 4:37 |         |
| 12. | „Ooo Baby Baby”                               | 3:40 |         |
| 13. | „Sweet Gitchey Rose (Bonus Track)”            | 4:48 |         |
| 14. | „Can't Stop Thinkin' 'Bout You (Bonus Track)” | 3:44 |         |

## Personel
- Lenny Kravitz – wokal, gitara akustyczna i elektryczna, melotron, gitara basowa, perkusja, oklaski, minimoog
- Craig Ross – gitara akustyczna i elektryczna
- James „D. Train” Williams, Cindy Mizelle, Tawatha Agee – wokal wspierający
- Dave Baron – programowanie syntezatora
- Harold Todd – saksofon
- Ludovic Louis – trąbka
- Mali Hunter – oklaski
- Tom Edmonds – inżynier nagrywania
- Bob Clearmountain – oklaski, miks
- Bob Ludwig – mastering